# Várzea Grande
Várzea Grande är en stad och kommun i västra Brasilien och ligger i delstaten Mato Grosso. Hela kommunen har cirka 270 000 invånare. Várzea Grande är belägen vid floden Cuiabá, med delstatens huvudstad Cuiabá på andra sidan. Dessa två kommuner samt ytterligare ett par bildar storstadsområdet Vale do Rio Cuiabá med cirka 870 000 invånare.

## Administrativ indelning
Kommunen var år 2010 indelad i fem distrikt:
- Bom Sucesso
- Capão Grande
- Passagem da Conceição
- Porto Velho
- Várzea Grande

## Befolkningsutveckling
| Område              | Areal (km²)   | Invånarantal 1 augusti 2000 | Invånarantal 1 augusti 2010 | Invånarantal 1 juli 2014 |
| ------------------- | ------------- | --------------------------- | --------------------------- | ------------------------ |
| Kommun              | 1 048,21      | 215 298                     | 252 596                     | 265 775                  |
| Urban befolkning    | Ingen uppgift | 211 303                     | 248 704                     | Ingen uppgift            |
| ...varav centralort | Ingen uppgift | 209 189                     | 244 666                     | Ingen uppgift            |